# (8298) Loubna
(8298) Loubna – planetoida z pasa głównego asteroid okrążająca Słońce w ciągu 3 lat i 88 dni w średniej odległości 2,19 au. Została odkryta 22 września 1993 roku w Europejskim Obserwatorium Południowym przez Henriego Debehogne’a i Erica Elsta. Nazwa planetoidy pochodzi od Loubnej, marokańsko-belgijskiej dziewczyny, która zmarła w młodym wieku. Została nadana jako symbol nadziei w wielokulturowym społeczeństwie. Przed jej nadaniem planetoida nosiła oznaczenie tymczasowe (8298) 1993 SQ10.